# Železniška postaja Hoče
Železniška postaja Hoče je ena izmed železniških postaj v Sloveniji, ki oskrbuje bližnja naselja Spodnje Hoče, Rogoza (med njima se tudi nahaja) in Bohova.